# 物類称呼
『物類称呼』（ぶつるいしょうこ）は、江戸時代に俳諧師の越谷吾山によって編纂された方言辞典。安永4年（1775年）刊。
約550項目を意味によって7部門に分け、日本全国の方言約4000語が集められている。

## 概要
『物類称呼』は全5巻5冊から構成され、巻1（天地・人倫）、巻2（動物）、巻3（生植または草木）、巻4（器用・衣食）、巻5（言語）のように分けられている。最後の巻5は物の名だけではなく、形容詞・副詞・動詞その他の表現を集めている。簡単な考証が加えられている場合もある。
項目名を当時の標準語で示した後に、各地で何と呼ぶかを記している。凡例には人から聴取した旨が記されているが、実際は豊富な蔵書の中に見出した記事を蒐集したというのが実態とされる。

## 特徴
『物類称呼』は江戸・明治・大正を通じて唯一の全国方言辞典だった。集められた方言語彙が日本全国に及んでいることに加え、その中には忘れ去られたかもしれない方言語彙も記載されている。また、その分布は第二次世界大戦後の『日本言語地図』の調査結果と大局的に一致する。方言の歴史的研究で『物類称呼』に言及しないものはなく、『日本国語大辞典』などの辞書にも方言資料として数多く引用されていることから、『物類称呼』がもつ意義は明らかである。